# Caillavet (Gers)
Caillavet é uma comuna francesa na região administrativa de Occitânia, no departamento de Gers. Estende-se por uma área de 14,58 km². Em 2010 a comuna tinha 204 habitantes (densidade: 14 hab./km²).